# Anomalomma
Anomalomma es un género de arañas araneomorfas de la familia Lycosidae. Se encuentra en África austral, sur y sudeste de Asia.

## Lista de especies
Según The World Spider Catalog 12.0:
- Anomalomma harishi Dyal, 1935
- Anomalomma lycosinum Simon, 1890
- Anomalomma rhodesianum Roewer, 1960